# イヌカイ×トライヴ
『イヌカイ×トライヴ』は、原田庵十（原作）、綾村切人（作画）による日本の漫画作品。スクウェア・エニックスのウェブコミック配信サイト『ガンガンONLINE』にて、毎月第2週更新で2014年10月16日更新分から2016年9月8日更新分まで連載された。

## あらすじ
古くから伝わる人に似て非なる者「狗属」。彼らは妖怪の力を受け継いだ古来の一族で、上手く使いこなす者もいれば、力の存在に気付かないまま暴走してしまうものもいる。そんな狗属を選りすぐって結成したのが国家公認組織「犬養部」。天狗の力で彼らを使役する局長と共に、狗属をもって狗属を制す犬養部の戦いが始まる。

## 登場人物

### 主要人物
犬塚 千夜（いぬづか せんや）
主人公の一人。犬養部局員。左目に泣きぼくろがある14歳の狗属の少年。
影妖怪の血統発現者(ウェイカー)で自身の影を駆使して様々な技を使う。
凶悪な狗属のみで構成された組織「禍日」の構成員、黒衣の妖女に自分自身を壊された過去が原因で、狗属でありながら同じ狗属に強い憎悪の念を抱き、ことあるごとに「この世の悪を抹殺する」と口にする。クールで憎まれ口を叩く性格の為、当初は聖と仲が悪かったり、塔子や蘭花とも距離を置いていたが徐々に打ち解けていく。和音から一方的にライバル視されている。細身に似合わずかなりのスイーツ好きで、和音がプロデュースした茶寮「かんなび」の裏メニューの特大ケーキ「天と地の基礎となる塔(エ・テメン・アン・キ)」を二皿も平らげた。
護法 京一郎（ごほう きょういちろう）
主人公の一人。狗属特別対策局犬養部局長。六角形の黒縁眼鏡にボサボサした黒髪の30歳の男性。榊は大学時代の先輩。
狗属が起こした事件現場には毎回駆り出されるが、死体には耐性がなく吐き気を催してしまったり、寝癖が酷い、食事はインスタントばかりと冴えない印象だが、そこがいいと聖達には好かれている。秘術を使って狗属を使役できる「天狗」の一人。聖に寄生した植物から本体の居場所を逆探知した秘術「他心通」や、太極眼を使い危険な状態の蘭花の心を天狗の術で平穏に保つなど相手の精神に働きかける術が多い一方、塔子と具象強化(エンチャント)した秘術「剣の護法」「荼枳尼焔剣術」のような物理的な術も使える。天狗党三主家の一つ、護法家の出身で学生時代から並外れた実力を発揮していたようだったが、訳あって今は勘当同然の扱いを受け、幹部クラスの能力がありながら一般党員に格下げされている。
狗属をもって狗属を制すのが犬養部だが、狗属退治が目的ではなく、犬養部が人と狗属の架け橋になればいいと思っている。
黒姫山 聖（くろひめやま イヴ）
主人公の一人。犬養部局員。長い黒髪とお団子ヘアが特徴的な14歳の狗属の少女。
鬼の血統発現者。私立サクラメント学園に通っている。
凄まじい怪力が特徴で犬養部の主力と言ってもいい存在。普段はとても可憐なお嬢様だが、狗術「片手六法」で鬼形態になると口調が荒々しくなり、凶暴になる。その際、お団子に巻いた月桂樹の髪飾りが鬼の角に変化する。普段の何倍もの戦闘力を発揮するが、力が暴走した状態なので、一度発動すると京一郎による天狗の秘術がなければ元に戻れない。
人間に寄生して急成長する植物タイプの狗属の種子を植えつけられ、体中に植物が広がり生死の境をさまよったが、京一郎が囮となって内部に入り天狗の術で暗示をかけ、内側から破壊したことで回復する。
京一郎を慕う一人で、だらしないところや死体に弱いところが好き。
一里塚 塔子（いちりづか とうこ）
主人公の一人。犬養部局員。ショートの銀髪を左右で編み込んだ15歳の狗属の少女。
天真爛漫な性格で空気も読めるムードメーカー。「にょはっ」が口癖のボクっ娘。
白狐の血統発現者で、狐の形をした炎の狗術「狐火」を自在に操って戦う。まだ暴走状態にまで力を出し切っていないが、植物園で自身と京一郎が植物の本体に襲撃されかけた際、突発的に力を発動させ爆発を起こし興奮気味になった。犬養部の特権で、15歳にしてバイクの特別免許を持っている。三人の中では最も胸が大きい。基本的に京一郎以外は名前に「～っち」をつけて呼ぶが、聖にのみ「黒姫っち」と苗字で呼ぶ。由来は「腹“黒”さを“秘め”たビ“ッチ”、略して黒姫っち」。
京一郎が好きで、「情けないから守りたくなる」らしい。
天元 蘭花（てんげん らんか）
主人公の一人。犬養部局員。ゆるい縦ロールのツインテールに大きなリボンをつけた14歳の狗属の少女。目目連の血統発現者。
索敵能力に特化していて、押し入れにこもり無数のモニターから狗属を探す。滅多に押入れから出ないので、スマホやモニターを通じて外部と連絡を取るが、その際は積極的で饒舌。反面、直接話す時は非常に大人しく人見知りする性格。初めて朝比奈が訪れた際は「ブス」と罵ったり、「知らない人が来た」と動揺したり裏表が激しかったが、今は幾分か落ち着いている。力を極限まで解放させることで、犬織市にある全ての監視カメラ、スマホのカメラ機能などを自分の目とする狗術「太極眼」を使うことができる。だが術者の人間性を削り取る危険な技故に、30分以上使う際は京一郎のサポートが必要。
主食はジャンクフードのうめえ棒。ちなみに寝る時は全裸。
京一郎を慕っていて、甲斐性のなさに共感している。

### その他の人物
朝比奈 恵（あさひな めぐみ）
新人の女刑事。24歳。趣味はジョギングと少女漫画集め。当初は狗属の人並み外れた力や姿を目の当たりにして怯えていたが、京一郎と聖達の厚い信頼関係、京一郎の犬養部に対する思いなどを知って聖達とも交流を深めていく。「ファーストお姫様抱っこ」や「ファースト手繋ぎ」など、度々自分のファーストシチュエーションを奪っていく千夜に恐ろしさを感じている。
榊 真治（さかき しんじ）
朝比奈と行動を共にする刑事。31歳の男性。京一郎は大学時代の後輩。
狗属のことはあまりよく思ってない節があり、0話では「狗」や「雌狗」などの侮蔑表現を使っていた。

## 用語
狗属
かつて大和朝廷と争った先住民族の末裔とも言われ、奇妙な力を持った彼らは各地の伝承に残る妖怪の由来になったとされる。長い年月を経て人と交わりを持つようになったが、現代でもときおり自らの力に飲み込まれ暴走する者がいる。後述の血統発現は10代に多く、発現が遅いほど暴走の危険がある。犬養部の他にも狗属には両面宿儺、おんぶ妖怪、小袖の手など一人一人違った妖怪の特徴がある。
犬養部
暴走した狗属を対処する為に、局員に狗属を取り入れた組織。寂れた古書店「九十九古書堂」の2階に本部がある。蘭花がいる押し入れもここ。
血統発現(ウェイク)
人間として暮らしていた狗属がある日突然発現することを指す。発現し、力を使いこなす者のことを血統発現者(ウェイカー)と呼ぶ。生まれつきの狗属は少なく、大半は恐怖や怒りなどの感情の昂ぶりによって突然発現する。

## 書誌情報
- 原田庵十（原作）・綾村切人（作画） 『イヌカイ×トライヴ』 スクウェア・エニックス〈ガンガンONLINE〉、全4巻
  1. 2015年6月22日発売 ISBN 978-4-7575-4670-7
  2. 2015年11月21日発売 ISBN 978-4-7575-4802-2
  3. 2016年11月22日発売 ISBN 978-4-7575-4951-7
  4. 2016年11月22日発売 ISBN 978-4-7575-5155-8